# Korzkiewka
Korzkiewka – potok, lewy dopływ Prądnika (Białuchy) o długości 4,93 km i powierzchni zlewni 16,1 km².
Potok płynie w województwie małopolskim. Jego źródła znajdują się w przysiółku Podgóry odległym od centrum Smardzowic około 1 km.